# Mario Minieri
Mario Minieri (Vergato, 21 de juny de 1938) és un ciclista italià, ja retirat, que fou professional entre 1960 i 1968. En el seu palmarès destaca una victòria d'etapa al Tour de França de 1962.

## Palmarès
- 1960
  - Vencedor d'etapa al Giro de Sicília
- 1962
  - Vencedor d'etapa al Tour de França

### Resultats al Tour de França
- 1961. 44è de la classificació general
- 1962. 75è de la classificació general. Vencedor d'una etapa
- 1964. 62è de la classificació general
- 1965. 91è de la classificació general
- 1967. 87è de la classificació general

### Resultats al Giro d'Itàlia
- 1960. 81è de la classificació general
- 1961. 47è de la classificació general
- 1962. Abandona
- 1963. 51è de la classificació general
- 1964. 72è de la classificació general
- 1965. Abandona
- 1966. 77è de la classificació general
- 1967. Abandona

### Resultats a la Volta a Espanya
- 1968. 50è de la classificació general